# Reprezentacja Padanii w piłce nożnej mężczyzn
Reprezentacja Padanii w piłce nożnej – drużyna reprezentująca północną część Włoch – Padanię. Bierze udział w rozgrywkach drużyn niezrzeszonych w FIFA organizowanych przez NF-Board i następnie CONIFA.

## Historia
Powstanie reprezentacji Padanii w piłce nożnej wiąże się z działalnością Ligi Północnej i było formą promowania idei autonomicznych i separatystycznych północnej części Włoch.

### Początki
Pierwsze spotkanie drużyna rozegrała 27 września 1997 w Brescello z zespołem mieszkających we Włoszech uchodźców z Ghany, przegrywając 3:5. Wybór takiego przeciwnika podyktowany był chęcią zaprezentowania się Ligi wbrew powszechnemu wizerunkowi jako środowiska otwartego i tolerancyjnego. Kolejne mecze rozrywała z zespołami reprezentującymi idee separatystyczne lub autonomistyczne, mniejszości etniczne i językowe. 1 marca 1998 i 22 marca 1998 rozegrała dwa mecze z reprezentacją Ausonii (będącą inicjatywą separatystycznej Liga Sud Ausonia) (0:2 i 3:0), 24 maja 1998 spotkała się z drużyną Alassio, reprezentującą gminę posługującą się dialektem liguryjskim (4:1), 7 czerwca 1998 z zespołem Sabaudii (3:3), 18 lipca 1998 z reprezentacją Tyrolu Południowego. 23 czerwca 1999 Padania spotkała się pierwszy raz z drużyną profesjonalną - NK Olimpija Lublana (0:0), następnie rozegrała jeszcze dwa mecze (ostatni 18 czerwca 2000 z zespołem England All Stars). Trenerem zespołu był Leo Siegel, były gracz Serie C i trener drużyn lokalnych. Reprezentacja występowała w zielono-białych koszulkach w poziome pasy i białych spodenkach (mecze u siebie) i zielonych spodenkach (mecze na wyjeździe).

### Udział w rozgrywkach NF-Board i CONIFA
10 grudnia 2007 powstała organizacja Padania Calcio, której celem była gra w rozgrywkach organizowanych przez NF-Board. Jej prezesem został Nunziante Consiglio, wiceprezesem Leo Siegel, a trenerem drużyny Renzo Bossi (syn Umberto Bossiego). 7 maja 2008 Padania rozegrała pierwsze spotkanie towarzyskie po prawie ośmiu latach, wygrywając 13:2 z Tybetem. W organizowanych przez NF-Board rozgrywkach VIVA World Cup zwyciężyła w 2008, 2009 (jako gospodarz) i 2010, w 2012 odpadła w ćwierćfinale. Ponadto w 2010 w rozgrywkach VIVA World Cup zwyciężyła także żeńska reprezentacja Padanii. 
Podczas organizowanych przez CONIFA zawodów World Football Cup zajęła miejsce: 4. w 2016, 3. w 2018, podczas zawodów European Football Cup zwyciężyła w 2015 i 2017, w 2019 zajęła 6. miejsce.
Występy Padanii straciły propagandowe znaczenie dla Ligi Północnej, po tym jak jej kolejni przywódcy, Roberto Maroni i Matteo Salvini odeszli od idei autonomistycznych i secesyjnych na rzecz haseł ogólnowłoskich.

### Piłkarze
W reprezentacji Padanii zagrali m.in. zawodnicy włoskich klubów Gianpiero Piovani, Marco Monza, Paolo Monelli, Giacomo Ferrari, Alessandro Dal Canto, Giuliano Gentilini, Massimiliano Scaglia, Paolo Zirafa, Federico Cossato, Michele Cossato, Fabian Valtolina, Cristiano Pavone, Massimo Beghetto, Maurizio Ganz i Carlo Nervo, a także brat Mario Balotellliego Enock Barwuah (w 2012) i litewski piłkarz Marius Stankevičius (w 2018).